# Isaac
Isaac ou Isaque (em hebraico: יִצְחָק; romaniz.: Yiṣḥāq; em siríaco: ܐܝܼܣܚܵܩ ; romaniz.: ʔĪsḥāq; em árabe: إِسْحَاقُ; romaniz.: ʔĪsḥāq; em grego clássico: Ἰσαάκ; romaniz.: Isaák) assim como descrito na Bíblia Hebraica, foi o único filho de Abraão com sua esposa Sara e foi o pai de Esaú e Jacó. Isaac foi um dos três patriarcas israelitas. Segundo o livro de Gênesis, Abraão tinha 100 anos quando Isaac nasceu e Sara já havia cessado o período fértil.
Isaac foi o único patriarca bíblico cujo nome não foi mudado e também o único que não deixou Canaã. Comparado com Abraão e Jacó, a história de Isaac relata poucos incidentes em sua vida. Morreu quando tinha 180 anos, tornando-se o patriarca de vida mais longa.

## Etimologia
O nome Isaac é uma transliteração do termo hebraico Yiṣḥāq que significa literalmente "Ele ri/vai rir." Textos ugaríticos que datam do século XIII a.C. referem-se ao sorriso benevolente da divindade cananeia El. Gênesis, no entanto, atribui o riso aos pais de Isaac, Abraão e Sara, ao invés de El. De acordo com a narrativa bíblica, Abraão caiu sobre seu rosto e riu quando Javé comunicou a notícia do eventual nascimento de seu filho. Riu porque Sara havia passado da idade de ter filhos; tanto ela como Abraão eram velhos e adiantados em idade. Mais tarde, quando Sara ouviu três mensageiros do Senhor renovar a promessa, riu-se consigo pela mesma razão. Sara, entretanto, negou que o tivesse feito quando Elohim questionou Abraão sobre isso.

## Biografia
Relatos de Isaac a partir do Livro de Gênesis
O nome Isaac é mencionado 80 vezes em Gênesis.

### Nascimento

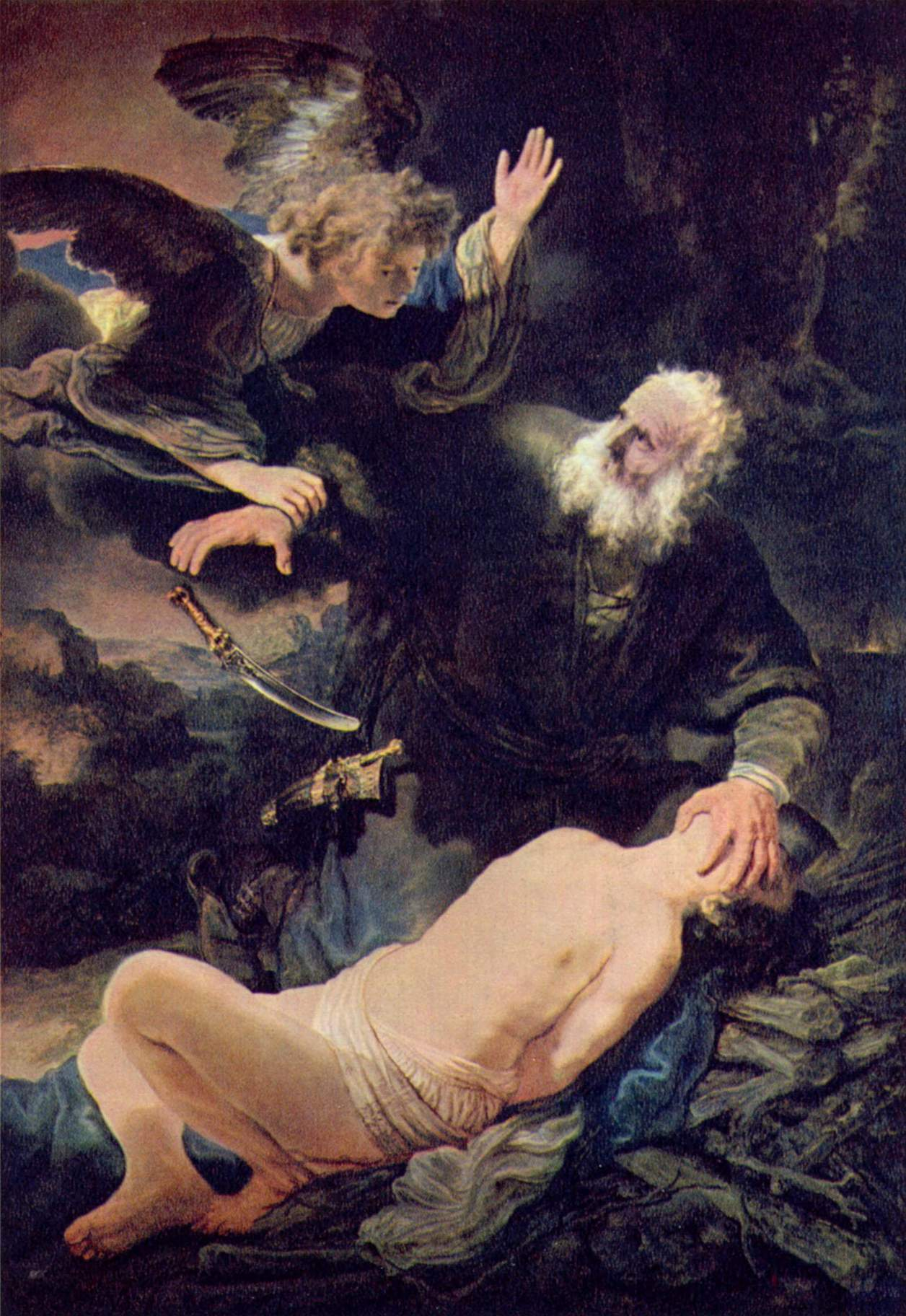
Um anjo impede o sacrifício de Isaac. Abraão e Isaac, Rembrandt, 1634.

Foi profetizado ao patriarca Abraão que ele teria um filho e que seu nome seria Isaac.Abraão era da idade de 100 anos quando seu filho nasceu com sua primeira esposa Sara. Embora fosse o segundo filho de Abraão, foi primeiro e único filho de Sara.
Pertencendo à casa de Abraão, Isaac foi circuncidado no oitavo dia de seu nascimento, a fim de estar em conformidade com a aliança do Senhor.
No dia em que Isaac foi desmamado, Sara viu Ismael zombando e pediu ao marido que banisse Agar e Ismael para que Isaac fosse seu único herdeiro. Abraão estava hesitando, mas, à ordem de Deus, ouviu o pedido de sua esposa.

### Sacrifício de Isaac
Conforme se lê na narrativa bíblica contida no livro de Gênesis, principal fonte de informação sobre a religião judaica e os patriarcas das tribos de Israel, Abraão estava em Quiriate-Arba (atualmente Hebrom) quando, por uma ordem de Deus, viajou com Isaac para oferecê-lo em sacrifício sobre o monte Moriá (localizado dentro dos limites da cidade de Jerusalém). Estudos das Universidades de Harvard  e Cambridge  debatem sobre a tradição judaica de ter sido neste mesmo local que, mais tarde, o rei Salomão edificaria o primeiro Templo de Jerusalém , como se lê no texto bíblico de 2 Crônicas 3:1 . Considerando-se a sequência textual da narrativa e a geografia local envolvida, visto que as duas cidades estão situadas cerca de apenas 29km uma da outra , a morte de Sara parece ter ocorrido nesta época. De acordo com os textos de Gênesis, ela deu luz a Isaac aos 91 anos  e morreu aos 127 anos , portanto, Isaac teria 36 anos de idade, ou menos, na época da viagem de três dias até o monte do sacrifício. Conforme o relato que se encontra no capítulo 22 do livro bíblico, Abraão edificou um altar sobre o monte para ali realizar o sacrifício . Não obstante, ao amarrar Isaac ao altar e preparar-se para matá-lo com um cutelo, no último momento Abraão foi impedido por um anjo de Deus, que lhe mostrou um carneiro preso pelos chifres em um arbusto próximo. Abraão, então, sacrificou o animal em lugar de seu filho . 
Na esfera física, este episódio parece ter servido como um teste da fé e obediência de Abraão a Deus e não como um sacrifício real, pois a própria promessa de Deus de que Abraão teria incontáveis descendentes a partir de Isaac  já implica neste raciocínio, não obstante, é interessante notar dois outros pontos a respeito. Primeiro, o sacrifício de crianças foi violentamente proibido por Deus na lei mosaica, conforme se lê no livro de Levíticos capitulo 20 , portanto, contrário senso seria este mesmo Deus desejar o sacrifício real de Isaac. Segundo, há o relato da fé de Abraão de que Deus ressuscitaria seu filho depois do sacrifício ou de que outra resolução haveria pois, no versículo 5 do capítulo 22 de Gênesis, diz aos seus servos que ele e o filho iriam ao monte sacrificar e depois voltariam . 
Já no aspecto metafísico ou espiritual, há quem defenda que neste episódio tudo o que ocorreu com Isaac simbolizaria o que é conhecido em teologia cristã como o sacrifício vicário de Jesus Cristo, ou seja, seu sacrifício na cruz para morrer substituindo os seres humanos de sofrerem a morte eterna como condenação pelo pecado individual de cada um . Assim, nesta simbologia ligada com a vida de Isaac estaria implícita a condição ''sine qua non'' de crer em Jesus Cristo como Filho de Deus e Salvador do mundo para obter salvação eterna . Tal linha de interpretação teológica do Cristianismo defende que o cânone bíblico conteria diversos pontos mostrando Isaac como uma alegoria de Cristo . De fato, dentre outras analogias possíveis têm-se que: tanto ele quanto Jesus Cristo (sendo Deus-Filho) eram filhos únicos, muito amados por seus pais e que nasceram mediante uma gestação miraculosa; em ambos os casos o lugar do sacrifício era um monte  e eles chegaram até lá cavalgando um jumento; ambos carregaram sobre as costas a madeira do seu sacrifício, ou seja, a lenha para o altar e para a cruz, respectivamente; ambos se permitiram serem mortos, e sem reclamar, pois Isaac era um jovem adulto e Abraão era 100 anos mais velho, portanto seria fácil ele fugir. Por outro lado, tanto o Antigo Testamento  quanto o Novo Testamento  descrevem que o Cristo foi oprimido e afligido sem abrir a sua boca . Em ambos os casos, a libertação da morte se deu no terceiro dia. 
Noutra linha, ligeiramente diferente, há estudiosos  defensores de que a morte de Jesus Cristo na cruz estaria simbolizada em Isaac apenas até o momento imediatamente antes do sacrifício no altar. Depois a simbologia passaria a recair sobre o cordeiro, que foi utilizado por Abraão como substituto do seu filho (cordeiro é o filhote do carneiro com até 1 ano de idade). Corroboraria com essa ideia , por exemplo, a passagem neo-testamentária onde o profeta João Batista declara ter Jesus Cristo servido por Cordeiro de Deus para pagar pelos pecados do mundo .

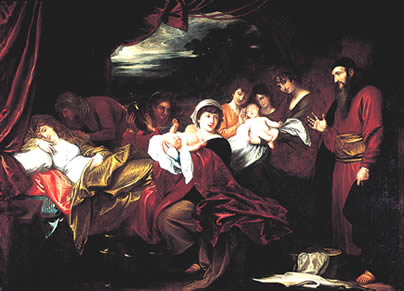
O nascimento de Esaú e Jacó, por Benjamin West.

O Livro de Jasher, um apócrifo que relata de forma paralela o Pentateuco e que tem sua existência citada em Josué 10:13 e II Samuel 1:18, relata, com mais detalhes, o sacrifício de Isaac. No capítulo 22, lemos que Ismael, irmão de Isaac, estava se vangloriando pela circuncisão que havia realizado a pedido de Deus. Isaac respondeu, dizendo: " - Por que tu te gabas sobre isso, sobre um pouco de tua carne que tu tiras de teu corpo, sobre o que o Senhor ordenou a ti? Como vive o Senhor, o Deus de meu pai Abraão, o Senhor deveria dizer ao meu pai, toma teu filho Isaac e trazê-lo até uma oferta antes de mim, eu não iria abster-se, mas eu ia com alegria a ele aderir.
E o Senhor ouviu a palavra que falou Isaac a Ismael. E parecia bom aos olhos do Senhor. E ele pensou para tentar Abraão nesta matéria, e o dia chegou quando os filhos de Deus veio e colocou-se perante o Senhor, e Satanás também veio com os filhos de Deus diante do Senhor e propôs ao Senhor que ele provasse Abraão, com o argumento de que há 37 anos, desde que Isaac havia nascido, Abraão não oferecia sacrifício a Deus e havia se esquecido Dele.
O livro relata ainda que Ismael ficou feliz pelo sacrifício de Isaac, já que imaginou que ficaria com toda a herança de Abraão, Satanás por sua vez tenta Isaac e Abraão no caminho do sacrifício, mas é repreendido por Abraão, após Satanás ver que seus planos não deram certo, ele se dirige a casa de Abraão na forma de um velho e diz a Sarah que Abraão havia oferecido Isaac em sacrifício, Sarah fica extremamente feliz por eles terem cumprido a palavra de Deus, mas fica também extremamente triste por perder seu filho e diz: "ó meu filho, Isaac, meu filho, O que eu tinha morrido nesse dia, em vez de ti.". Algum tempo depois Satanás retorna a Sarah e desmente a morte de Isaac, nesse momento Sarah é tomada de uma alegria tão grande que sua alma sai de seu corpo e ela morre.

### Vida em família
Quando Isaac tinha 40 anos, Abraão enviou Eliezer, seu servo, até a família de seu sobrinho Betuel na Mesopotâmia para encontrar uma esposa para Isaac. Eliezer escolheu Rebeca. Após muitos anos de casamento, Rebeca ainda não tinha dado à luz e acreditava-se ser estéril. Isaac orou por ela incessantemente e ela concebeu. Rebeca deu à luz gêmeos, Esaú e Jacó. Isaac tinha 60 anos de idade quando seus dois filhos nasceram. Isaac favorecia Esaú e Rebeca favorecia Jacó.

### Ocupação
Com 75 anos de idade, Isaac mudou-se para Beer-lahai-roi após a morte de seu pai. Devido a fome no local, retirou-se para o território dos filisteus de Gerar, onde seu pai viveu anteriormente. Esta terra ainda estava sob o controle do Rei Abimeleque, como foi nos dias de Abraão. Isaac como seu pai, também enganou Abimeleque sobre sua esposa afirmando que ela era sua irmã. Voltou a todos os poços que seu pai cavou e viu que todos estavam entulhados e tapados com terra. Os filisteus fizeram isso depois que Abraão morreu. Tão logo, Isaac desenterrou e cavou mais poços até Bersebá, onde fez um pacto com Abimeleque, assim como nos dias de seu pai.

### Primogenitura
Isaac envelheceu e ficou cego. Chamou seu filho Esaú para ele apanhar alguma caça, a fim de receber a bênção de Isaac. Enquanto Esaú estava caçando, Jacó, depois de ouvir o conselho de sua mãe, enganou seu pai cego propositadamente passando-se por Esaú e, assim, obteve a bênção de seu pai, de tal forma que Jacó tornou-se herdeiro principal de Isaac e Esaú foi deixado numa posição inferior. Isaac enviou Jacó na Mesopotâmia para escolher uma mulher de sua própria família. Depois de 20 anos trabalhando para Labão, Jacó voltou para casa, e reconciliou-se com seu irmão gêmeo, posteriormente ele e Esaú enterram seu pai quando ele morreu com 180 anos de idade.

## Árvore genealógica
|      |      |          |          |          |          |          |          |        |        |        |        |            |            |            |            | Terá       |            |      |      |      |      |                                                             |                                                             |                                                             |                                                             |                                                             |                                                             |  |  |               |               |               |               |               |               |       |       |                |                |                |                |                |                |          |          |                     |                     |                     |                     |                     |                     |          |          |          |          |  |  |
|      |      |          |          |          |          |          |          |        |        |        |        |            |            |            |            |            |            |      |      |      |      |                                                             |                                                             |                                                             |                                                             |                                                             |                                                             |  |  |               |               |               |               |               |               |       |       |                |                |                |                |                |                |          |          |                     |                     |                     |                     |                     |                     |          |          |          |          |  |  |
|      |      |          |          |          |          |          |          |        |        |        |        |            |            |            |            |            |            |      |      |      |      |                                                             |                                                             |                                                             |                                                             |                                                             |                                                             |  |  |               |               |               |               |               |               |       |       |                |                |                |                |                |                |          |          |                     |                     |                     |                     |                     |                     |          |          |          |          |  |  |
| Sara | Sara | Sara     | Sara     | Sara     | Sara     |          |          | Abraão | Abraão | Abraão | Abraão | Abraão     | Abraão     |            |            | Agar       | Agar       | Agar | Agar | Agar | Agar |                                                             |                                                             |                                                             |                                                             |                                                             |                                                             |  |  |               |               |               |               |               |               |       |       |                |                |                |                | Harã           | Harã           | Harã     | Harã     | Harã                | Harã                |                     |                     |                     |                     |          |          |          |          |  |  |
| Sara | Sara | Sara     | Sara     | Sara     | Sara     |          |          | Abraão | Abraão | Abraão | Abraão | Abraão     | Abraão     |            |            | Agar       | Agar       | Agar | Agar | Agar | Agar |                                                             |                                                             |                                                             |                                                             |                                                             |                                                             |  |  |               |               |               |               |               |               |       |       |                |                |                |                | Harã           | Harã           | Harã     | Harã     | Harã                | Harã                |                     |                     |                     |                     |          |          |          |          |  |  |
|      |      |          |          |          |          |          |          |        |        |        |        |            |            |            |            |            |            |      |      |      |      |                                                             |                                                             | Naor                                                        |                                                             |                                                             |                                                             |  |  |               |               |               |               |               |               |       |       |                |                |                |                |                |                |          |          |                     |                     |                     |                     |                     |                     |          |          |          |          |  |  |
|      |      |          |          |          |          |          |          |        |        |        |        |            |            |            |            |            |            |      |      |      |      |                                                             |                                                             |                                                             |                                                             |                                                             |                                                             |  |  |               |               |               |               |               |               |       |       |                |                |                |                |                |                |          |          |                     |                     |                     |                     |                     |                     |          |          |          |          |  |  |
|      |      |          |          |          |          |          |          |        |        |        |        | Ismael     | Ismael     | Ismael     | Ismael     | Ismael     | Ismael     |      |      |      |      |                                                             |                                                             |                                                             |                                                             |                                                             |                                                             |  |  |               |               |               |               | Milca         | Milca         | Milca | Milca | Milca          | Milca          |                |                | Ló             | Ló             | Ló       | Ló       | Ló                  | Ló                  |                     |                     | Iscá                | Iscá                | Iscá     | Iscá     | Iscá     | Iscá     |  |  |
|      |      |          |          |          |          |          |          |        |        |        |        | Ismael     | Ismael     | Ismael     | Ismael     | Ismael     | Ismael     |      |      |      |      |                                                             |                                                             |                                                             |                                                             |                                                             |                                                             |  |  |               |               |               |               | Milca         | Milca         | Milca | Milca | Milca          | Milca          |                |                | Ló             | Ló             | Ló       | Ló       | Ló                  | Ló                  |                     |                     | Iscá                | Iscá                | Iscá     | Iscá     | Iscá     | Iscá     |  |  |
|      |      |          |          |          |          |          |          |        |        |        |        |            |            |            |            |            |            |      |      |      |      |                                                             |                                                             |                                                             |                                                             |                                                             |                                                             |  |  |               |               |               |               |               |               |       |       |                |                |                |                |                |                |          |          |                     |                     |                     |                     |                     |                     |          |          |          |          |  |  |
|      |      |          |          |          |          |          |          |        |        |        |        |            |            |            |            |            |            |      |      |      |      |                                                             |                                                             |                                                             |                                                             |                                                             |                                                             |  |  |               |               |               |               |               |               |       |       |                |                |                |                |                |                |          |          |                     |                     |                     |                     |                     |                     |          |          |          |          |  |  |
|      |      |          |          |          |          |          |          |        |        |        |        | Ismaelitas | Ismaelitas | Ismaelitas | Ismaelitas | Ismaelitas | Ismaelitas |      |      |      |      | 7 filhos                                                    | 7 filhos                                                    | 7 filhos                                                    | 7 filhos                                                    | 7 filhos                                                    | 7 filhos                                                    |  |  | Betuel        | Betuel        | Betuel        | Betuel        | Betuel        | Betuel        |       |       | 1ª filha       | 1ª filha       | 1ª filha       | 1ª filha       | 1ª filha       | 1ª filha       |          |          |                     |                     |                     |                     | 2ª filha            | 2ª filha            | 2ª filha | 2ª filha | 2ª filha | 2ª filha |  |  |
|      |      |          |          |          |          |          |          |        |        |        |        | Ismaelitas | Ismaelitas | Ismaelitas | Ismaelitas | Ismaelitas | Ismaelitas |      |      |      |      | 7 filhos                                                    | 7 filhos                                                    | 7 filhos                                                    | 7 filhos                                                    | 7 filhos                                                    | 7 filhos                                                    |  |  | Betuel        | Betuel        | Betuel        | Betuel        | Betuel        | Betuel        |       |       | 1ª filha       | 1ª filha       | 1ª filha       | 1ª filha       | 1ª filha       | 1ª filha       |          |          |                     |                     |                     |                     | 2ª filha            | 2ª filha            | 2ª filha | 2ª filha | 2ª filha | 2ª filha |  |  |
|      |      |          |          |          |          |          |          |        |        |        |        |            |            |            |            |            |            |      |      |      |      |                                                             |                                                             |                                                             |                                                             |                                                             |                                                             |  |  |               |               |               |               |               |               |       |       |                |                |                |                |                |                |          |          |                     |                     |                     |                     |                     |                     |          |          |          |          |  |  |
|      |      |          |          |          |          |          |          |        |        |        |        |            |            |            |            |            |            |      |      |      |      |                                                             |                                                             |                                                             |                                                             |                                                             |                                                             |  |  |               |               |               |               |               |               |       |       |                |                |                |                |                |                |          |          |                     |                     |                     |                     |                     |                     |          |          |          |          |  |  |
|      |      | Isaque   | Isaque   | Isaque   | Isaque   | Isaque   | Isaque   |        |        | Rebeca | Rebeca | Rebeca     | Rebeca     | Rebeca     | Rebeca     |            |            |      |      |      |      |                                                             |                                                             |                                                             |                                                             |                                                             |                                                             |  |  |               |               | Labão         | Labão         | Labão         | Labão         | Labão | Labão |                |                | Moabitas       | Moabitas       | Moabitas       | Moabitas       | Moabitas | Moabitas |                     |                     | Amonitas            | Amonitas            | Amonitas            | Amonitas            | Amonitas | Amonitas |          |          |  |  |
|      |      | Isaque   | Isaque   | Isaque   | Isaque   | Isaque   | Isaque   |        |        | Rebeca | Rebeca | Rebeca     | Rebeca     | Rebeca     | Rebeca     |            |            |      |      |      |      |                                                             |                                                             |                                                             |                                                             |                                                             |                                                             |  |  |               |               | Labão         | Labão         | Labão         | Labão         | Labão | Labão |                |                | Moabitas       | Moabitas       | Moabitas       | Moabitas       | Moabitas | Moabitas |                     |                     | Amonitas            | Amonitas            | Amonitas            | Amonitas            | Amonitas | Amonitas |          |          |  |  |
|      |      |          |          |          |          |          |          |        |        |        |        |            |            |            |            |            |            |      |      |      |      |                                                             |                                                             |                                                             |                                                             |                                                             |                                                             |  |  |               |               |               |               |               |               |       |       |                |                |                |                |                |                |          |          |                     |                     |                     |                     |                     |                     |          |          |          |          |  |  |
|      |      |          |          |          |          |          |          |        |        |        |        |            |            |            |            |            |            |      |      |      |      |                                                             |                                                             |                                                             |                                                             |                                                             |                                                             |  |  |               |               |               |               |               |               |       |       |                |                |                |                |                |                |          |          |                     |                     |                     |                     |                     |                     |          |          |          |          |  |  |
|      |      | Esaú     | Esaú     | Esaú     | Esaú     | Esaú     | Esaú     |        |        | Jacó   | Jacó   | Jacó       | Jacó       | Jacó       | Jacó       |            |            |      |      |      |      |                                                             |                                                             |                                                             |                                                             |                                                             |                                                             |  |  |               |               |               |               |               |               |       |       |                |                |                |                |                |                |          |          |                     |                     |                     |                     | Raquel              | Raquel              | Raquel   | Raquel   | Raquel   | Raquel   |  |  |
|      |      | Esaú     | Esaú     | Esaú     | Esaú     | Esaú     | Esaú     |        |        | Jacó   | Jacó   | Jacó       | Jacó       | Jacó       | Jacó       |            |            |      |      |      |      |                                                             |                                                             |                                                             |                                                             |                                                             |                                                             |  |  |               |               |               |               |               |               |       |       |                |                |                |                |                |                |          |          |                     |                     |                     |                     | Raquel              | Raquel              | Raquel   | Raquel   | Raquel   | Raquel   |  |  |
|      |      |          |          |          |          |          |          |        |        |        |        |            |            |            |            |            |            |      |      |      |      |                                                             |                                                             |                                                             |                                                             |                                                             |                                                             |  |  |               |               |               |               |               |               |       |       |                |                |                |                | Bila           |                |          |          |                     |                     |                     |                     |                     |                     |          |          |          |          |  |  |
|      |      |          |          |          |          |          |          |        |        |        |        |            |            |            |            |            |            |      |      |      |      |                                                             |                                                             |                                                             |                                                             |                                                             |                                                             |  |  |               |               |               |               |               |               |       |       |                |                |                |                |                |                |          |          |                     |                     |                     |                     |                     |                     |          |          |          |          |  |  |
|      |      | Edomitas | Edomitas | Edomitas | Edomitas | Edomitas | Edomitas |        |        |        |        |            |            |            |            |            |            |      |      |      |      |                                                             |                                                             |                                                             |                                                             |                                                             |                                                             |  |  |               |               |               |               | Zilpa         | Zilpa         | Zilpa | Zilpa | Zilpa          | Zilpa          |                |                |                |                |          |          |                     |                     |                     |                     |                     |                     |          |          |          |          |  |  |
|      |      |          | Edomitas | Edomitas | Edomitas | Edomitas | Edomitas |        |        |        |        |            |            |            |            |            |            |      |      |      |      |                                                             |                                                             |                                                             |                                                             |                                                             |                                                             |  |  |               |               |               |               | Zilpa         | Zilpa         | Zilpa | Zilpa | Zilpa          | Zilpa          |                |                |                |                |          |          |                     |                     |                     |                     |                     |                     |          |          |          |          |  |  |
|      |      |          |          |          |          |          |          |        |        |        |        |            |            |            |            |            |            |      |      |      |      |                                                             |                                                             |                                                             |                                                             | Lia                                                         |                                                             |  |  |               |               |               |               |               |               |       |       |                |                |                |                |                |                |          |          |                     |                     |                     |                     |                     |                     |          |          |          |          |  |  |
|      |      |          |          |          |          |          |          |        |        |        |        |            |            |            |            |            |            |      |      |      |      |                                                             |                                                             |                                                             |                                                             |                                                             |                                                             |  |  |               |               |               |               |               |               |       |       |                |                |                |                |                |                |          |          |                     |                     |                     |                     |                     |                     |          |          |          |          |  |  |
|      |      |          |          |          |          |          |          |        |        |        |        |            |            |            |            |            |            |      |      |      |      |                                                             |                                                             |                                                             |                                                             |                                                             |                                                             |  |  |               |               |               |               |               |               |       |       |                |                |                |                |                |                |          |          |                     |                     |                     |                     |                     |                     |          |          |          |          |  |  |
|      |      |          |          |          |          |          |          |        |        |        |        |            |            |            |            |            |            |      |      |      |      | 1.Rúben 2.Simeão 3.Levi 4.Judá 9.Issacar 10.Zebulom 11.Diná | 1.Rúben 2.Simeão 3.Levi 4.Judá 9.Issacar 10.Zebulom 11.Diná | 1.Rúben 2.Simeão 3.Levi 4.Judá 9.Issacar 10.Zebulom 11.Diná | 1.Rúben 2.Simeão 3.Levi 4.Judá 9.Issacar 10.Zebulom 11.Diná | 1.Rúben 2.Simeão 3.Levi 4.Judá 9.Issacar 10.Zebulom 11.Diná | 1.Rúben 2.Simeão 3.Levi 4.Judá 9.Issacar 10.Zebulom 11.Diná |  |  | 7.Gade 8.Aser | 7.Gade 8.Aser | 7.Gade 8.Aser | 7.Gade 8.Aser | 7.Gade 8.Aser | 7.Gade 8.Aser |       |       | 5.Dã 6.Naftali | 5.Dã 6.Naftali | 5.Dã 6.Naftali | 5.Dã 6.Naftali | 5.Dã 6.Naftali | 5.Dã 6.Naftali |          |          | 12.José 13.Benjamim | 12.José 13.Benjamim | 12.José 13.Benjamim | 12.José 13.Benjamim | 12.José 13.Benjamim | 12.José 13.Benjamim |          |          |          |          |  |  |